# Yusmeiro Petit
Yusmeiro Alberto Petit (Maracaibo; 22 de noviembre de 1984) es un lanzador venezolano de béisbol profesional que juega para los Oakland Athletics de las Grandes Ligas (MLB).
Petit jugó para los Florida Marlins en 2006, los Arizona Diamondbacks entre 2007 y 2009, los San Francisco Giants entre 2012 y 2015, los Washington Nationals en 2016, Los Angeles Angels en 2017 y los Oakland Athletics entre 2018 y 2020. Se desempeña principalmente como relevista y abridor ocasional. En 2014 Petit retiró 46 bateadores de manera consecutiva para establecer una nueva marca en las Grandes Ligas.

## Carrera profesional

### New York Mets
Petit firmó con los New York Mets como un agente libre internacional el 15 de noviembre de 2001. Hizo su debut profesional en 2002 en la Liga Venezolana de Béisbol Profesional, donde obtuvo marca de 3-5 con efectividad (ERA) de 2.43 en 12 juegos, 11 de ellos aperturas.
En 2003 Petit compartió la temporada entre los Kingsport Mets y los Brooklyn Cyclones, equipos de novatos. Terminó tercero en ponches en la Appalachian League, cuarto en poches por entradas lanzadas y quinto en efectividad. Petit también quedó segundo en bases por bolas otorgadas por cada nueve entradas lanzadas y permitió la segunda menor cantidad de corredores en bases por cada nueve entradas lanzadas. Fue nombrado lanzador de la semana del 14 al 20 de julio. Fue promovido a Brooklyn de la New York-Penn League el 23 de agosto. Consiguió 20 ponches en 12 1/3 entrada lanzadas con los Cyclones.
Pasó tiempo con los Capital City Bombers de Clase A, los St. Lucie Mets de Clase A avanzada y los Binghamton Mets de Clase AA durante el 2004. Culminó segundo entre todos los lanzadores de ligas menores en ponches, otorgando 200, y primero en poches por cada nueve entradas lanzadas con 12.92. Petit recibió el Sterling Organizational Pitcher of the Year Award como el mejor lanzador de la organización e los Mets. Inició la temporada en Capital City de la South Atlantic League donde fue seleccionada al equipo de estrellas de mitad de temporada. Obtuvo 122 ponches y solo otorgó 22 boletos en 83 entradas con los Bombers. Fue primero en la liga en juegos ganados y ponches antes de ser promovido al St. Lucie de la Florida State League el 26 d julio. Con este equipo consiguió 62 poches en 44 1/3 entradas. Pronto fue promovido al Binghamton de la Eastern League, el 28 de agosto. Petit realizó dos salidas para Binghamton y ponchó diez bateadores en siete entradas lanzadas el 28 de agosto. Lanzó 2/3 de entrada sin carreras para el Equipo Mundial en el All-Star Futures Game de 2004, jugado el 11 de julio en Houston, Texas. En la liga venezolana de ese año terminó con marca de 4-3 y efectividad de 2.15 en 11 aperturas.
Petit estuvo con el Binghamton y los Norfolk Tides de Clase AAA en 2005. Obtuvo marca de 9-3 con 2.91 de efectividad en 21 aperturas en Clase AA, mientras que en Norfolk obtuvo marca de 0-3 con efectividad de 9.20 en tres salidas después de ser promovido el 22 de agosto. Realizó cuatro aperturas para los Norfolk Tides, incluyendo una en la postemporada contra los Toledo Mud Hens. Perdió sus tres aperturas de temporada regular, permitiendo 16 carreras y 24 hits en 14 2/3 entradas. Sin embargo, ganó el juego de postemporada contra Toledo, permitiendo tres carreras y seis hits en ocho entradas lanzadas, consiguiendo 14 ponches. Fue nombrado al equipo de estrellas de mitad de temporada en la Eastern League, donde terminó segundo en efectividad. Una vez más lanzó en la liga venezolana, obteniendo marca de 5-1 con un juego salvado y 2.01 de efectividad en nueve juegos.

### Florida Marlins
En noviembre del 2005, los Mets transfirieron a Petit junto a Mike Jacobs y Grant Psomas a los Florida Marlins, a cambio del primera base Carlos Delgado. Petit lanzó en 15 juegos con los Marlins, incluyendo una apertura, obteniendo marca de 1-1 con 9.57 de efectividad durante tres períodos como grande liga. Lanzó principalmente como relevista, obteniendo marca de 0-1 con 10.18 de efectividad en 14 apariciones.
Debutó en grandes ligas el 14 de mayo contra los Pittsburgh Pirates, permitiendo un hit y obteniendo dos ponches en una entrada lanzada. Mantuvo a los Atlanta Braves sin carreras durante tres entradas en su segunda aparición, el 17 de mayo en el Turner Field, ponchando a tres bateadores, una marca en su carrera. Petit sufrió su primera derrota el 19 de mayo frente a los Tampa Bay Devil Rays, permitiendo un jonrón a Aubrey Huff en la décima entrada que definió el juego. Fue bajado a los Albuquerque Isotopes de Clase AAA el 18 de junio después de conseguir marca de 0-1 con 7.36 de efectividad en siete apariciones. Fue llamado el 4 de julio, y consiguió marca de 1-0 con efectividad de 10.57 en dos juegos antes de ser bajado de nuevo el 17 de julio. El 1 de septiembre fue llamado nuevamente, y obtuvo marca de 0-0 con 11.74 de efectividad en sus últimas seis apariciones de la temporada. Realizó su primera apertura y consiguió su primera victoria el 5 de julio frente a los Washington Nationals.

### Arizona Diamondbacks

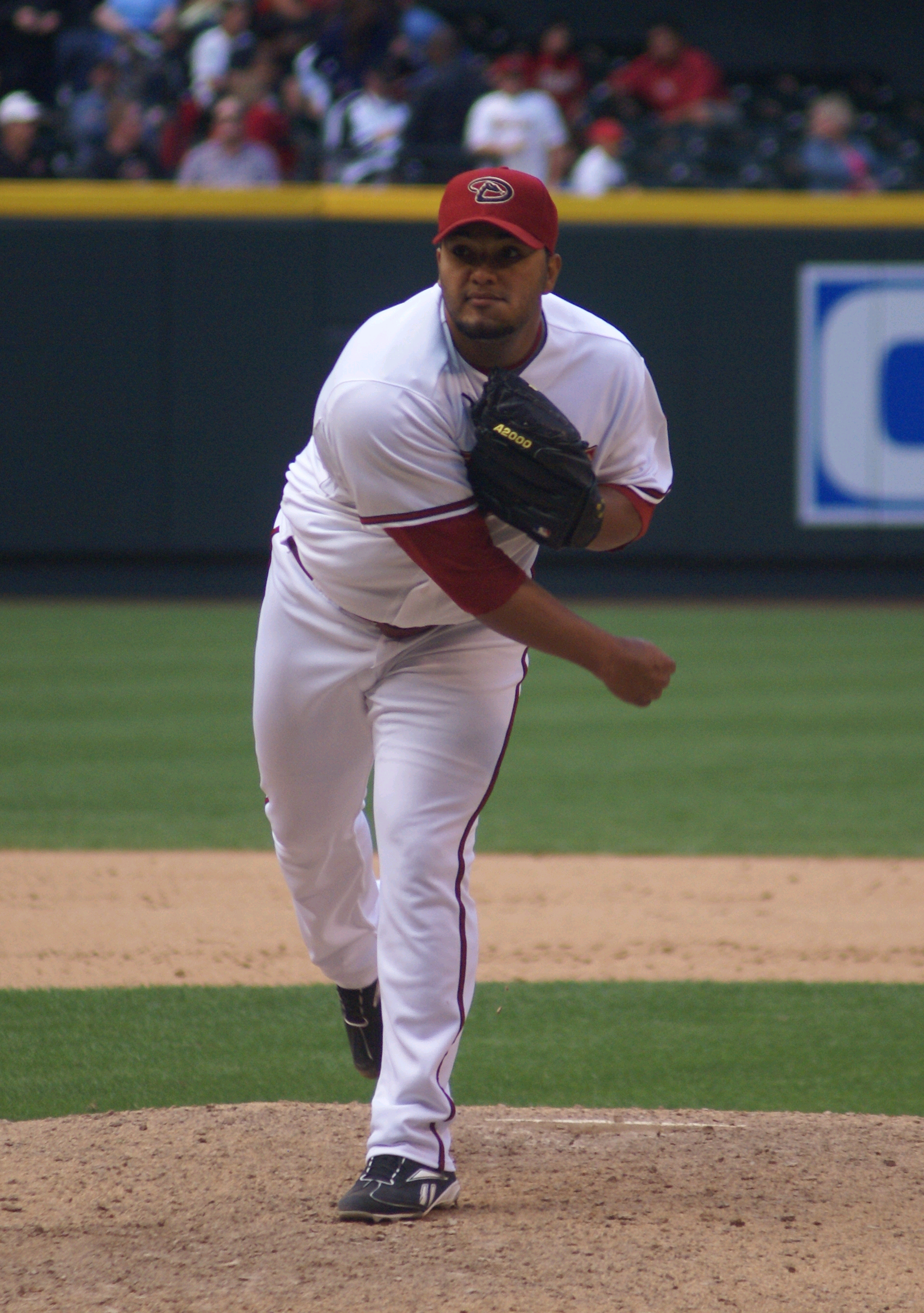
Petit con los Arizona Diamondbacks.

Fue transferido a los Arizona Diamondbacks el 26 de marzo de 2007 a cambio de Jorge Julio. Consiguió su primera victoria para los Tucson Sidewinders de Clase AAA el 15 de abril frente a los Colorado Springs Sky Sox, lanzando seis entradas, permitiendo dos carreras y seis hits y otorgando cinco ponches. Fue llamado el 22 de abril para hacer su debut con los Diamondbacks esa misma noche frente a los San Francisco Giants, a quienes permitió dos carreras en siete entradas en la derrota. Consiguió la victoria en cinco de sus siguientes seis aperturas, obteniendo marca de 5-0 con efectividad de 2.21. Su primer juego ganado lo obtuvo contra los St. Louis Cardinals el 3 de julio, permitiendo una carrera en 5 1/3 entradas.
En la temporada de 2009, Petit fue candidato al rol de quinto abridor de los Diamondbacks, o en su defecto al rol de relevista largo. Comenzó la temporada en las grandes ligas por primera vez en su carrera, consiguiendo marca de 0-1 con efectividad de 4.70 en seis apariciones como relevista antes de ser bajado a Tucson el 27 de abril. Hizo 11 aperturas para los Sidewinders, obteniendo marca de 3-3 con 4.80 de efectividad. Petit fue llamado el 27 de junio y permaneció en las mayores por el resto de la temporada. Realizó su primera apertura para los Diamondbacks el 2 de julio frente a los Milwaukee Brewers, permitiendo una sola carrera y dos hits con cuatro ponches en seis entradas. Mantuvo a los bateadores con un promedio al bate de .216, incluyendo un promedio de .213 como abridor. En 2009, Petit fue principalmente un abridor en la rotación de los Diamondbacks, consiguiendo marca de 3-5 con 4.31 de efectividad en 19 juegos, ocho aperturas.
El 4 de agosto de 2009, Petit logró un no-hitter hasta la octava entrada contra los Pirates, antes de permitir un hit de Ronny Cedeño. Fue el único hit permitido en ocho entradas. Culminó la temporada con marca de 3-10 y efectividad de 5.82 en 23 juegos, 17 aperturas.

### Seattle Mariners
Petit fue reclamado vía waivers por los Seattle Mariners el 5 de noviembre de 2009. Fue designado para asignación el 6 de febrero de 2010. El 9 de febrero, Petit fue bajado a Triple-A, y el 17 de marzo fue liberado. Sin embargo, firmó un contrato de liga menor 10 días después.
En 2011 jugó para los Guerreros de Oaxaca de la Liga Mexicana de Béisbol.

### San Francisco Giants

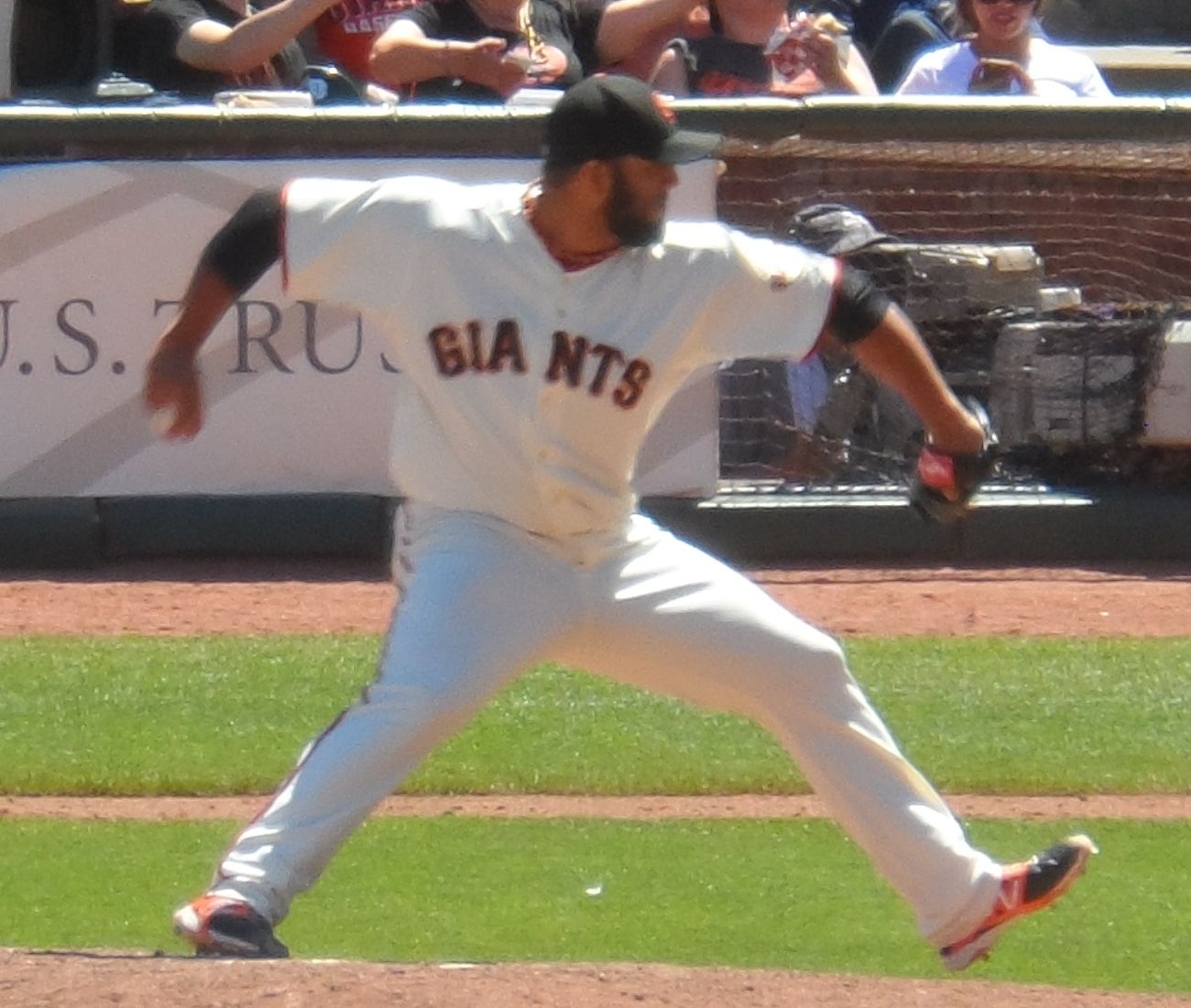
Petit con los San Francisco Giants.

Petit firmó un contrato de liga menor con los San Francisco Giants para la temporada 2012. Hizo su debut como abridor para los Giants el 23 de septiembre, reemplazando a Tim Lincecum, con la finalidad de descansar la rotación regular debido a que los Giants habían asegurado el título de la División Oeste de la Liga Nacional el día anterior. Petit permitió dos carreras y siete hits en 4 2/3 entradas, sin embargo se fue sin decisión en la derrota de su equipo.
Petit comenzó el 2013 con los Fresno Grizzlies de Clase AAA, pero el 23 de julio fue llamado para ayudar al equipo en una doble tanda. Lanzó en el primer juego de la doble tanda sustituyendo a Eric Surkamp, quien tuvo una mala salida. Lanzó 5.1 entradas, ponchando a siete bateadores y permitiendo dos carreras. El 28 de julio, fue designado para asignación. Petit subsecuentemente fue enviado a Fresno. Fue llamado por los Giants nuevamente el 23 de agosto, para actuar como abridor.
El 6 de septiembre de 2013, haciendo su tercera aparición del año como abridor desde unirse a la rotación como reemplazo por lesión, Petit estuvo a un out de lanzar un juego perfecto contra su anterior equipo, los Arizona Diamondbacks. El juego perfecto fue roto por un hit de Eric Chavez, con cuenta de 3-2 y dos outs en la novena entrada. Petit conseguiría el siguiente out, finalizando el juego con siete ponches sin boletos en 95 lanzamientos. Los Giants ganaron el juego 3-0. Este juego fue el primer juego completo y blanqueada de Petit en su carrera. Se convirtió el 12.º lanzador de las Grandes Ligas en perder un juego perfecto con dos outs en la novena entrada.
Durante el 2014, Petit jugó principalmente como relevista, con aperturas ocasionales. El 22 de julio abrió un juego en reemplazo del lesionado Matt Cain, permitiendo cinco carreras hasta el último out de la quinta entrada. A partir de entonces realizó seis relevos de manera perfecta, por espacios de 1 a 4 1⁄3 entradas, totalizando 38 bateadores retirados consecutivamente. El 28 de agosto, Petit reemplazó a Tim Lincecum como abridor frente a los Colorado Rockies y retiró a los primeros ocho bateadores que enfrentó, estableciendo una nueva marca de 46 bateadores retirados de manera consecutiva, la cual había establecido Mark Buehrle con 45 bateadores retirados por espacio de tres aperturas (incluyendo un juego perfecto). Tras permitir un doble en la tercera entrada al lanzador contrario Jordan Lyles para romper la racha, Petit procedió a completar seis entradas lanzadas, concediendo cuatro hits y una carrera para obtener la victoria y disminuir su efectividad de la temporada a 3.44.
En la victoria de 18 entradas de los Giants sobre los Washington Nationals, en el segundo juego de la Serie Divisional, Petit lanzó seis entradas en blanco para obtener la victoria, gracias a un jonrón ganador de Brandon Belt.
El cuarto juego de la Serie Mundial de 2014, Petit lanzó tres entradas en blanco en relevo de Ryan Vogelsong que permitió a los Giants superar una desventaja de tres carreras y emparejar la serie a dos juegos ganados cada equipo.
En 2015, Petit tuvo una sólida campaña registrando un efectividad de 3.67 en 76 entradas lanzadas. Sin embargo, su contrato no fue renovado por los Gigantes, por lo que se convirtió en agente libre el 2 de diciembre de 2015.

### Washington Nationals
El 9 de diciembre de 2015, Petit firmó un contrato de un año y $2,5 millones con los Nacionales de Washington, con una opción del club para 2017.

### Los Angeles Angels
El 8 de febrero de 2017, Petit firmó un contrato de ligas menores con los Angelinos de Los Angeles, que incluyó una invitación a los entrenamientos primaverales. El 30 de marzo fue incluido en la plantilla del equipo para el día inaugural de la temporada, la cual culminó registrando marca de 5-2 con efectividad de 2.76, 101 ponches y cuatro salvamentos en 91 1⁄3 entradas lanzadas.

### Oakland Athletics
El 7 de diciembre de 2017, Petit firmó un contrato de dos años con los Atléticos de Oakland que incluyó una opción de club para 2020. Petit terminó su primera temporada con los Atléticos con un récord de 7-3 y una efectividad de 3.00 en 93 entradas. Continuó su éxito la temporada siguiente, registrando una efectividad de 2.71 en 80 juegos, lo que llevó a los Atléticos a ejercer su opción sobre él para el 2020. Ese último año de contrato, registró una efectividad de 1.76 y 17 ponches en 21 2⁄3 entradas, concluyendo con buen rendimiento su estancia en el equipo.